# Franjo Bučar

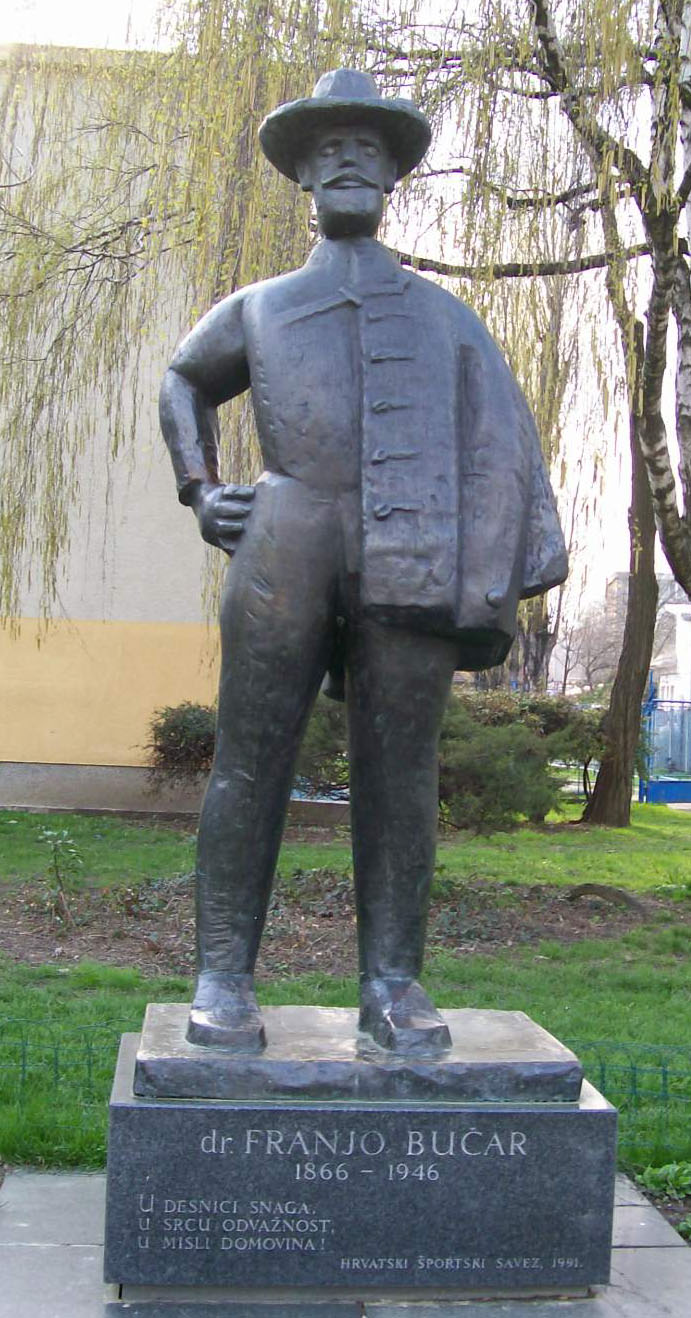
Franjo Bučar

Franjo Bučar (* 25. November 1866 in Zagreb; † 26. Dezember 1946) war ein kroatischer Schriftsteller und Sportfunktionär. Er gilt als der Vater des olympischen Sports in Kroatien.

## Leben
Franjo Bučar wurde als Sohn eines slowenischen Vaters und einer kroatischen Mutter in Zagreb geboren und wurde in Zagreb, Wien und Stockholm unterrichtet. Er absolvierte das Gymnasium in Zagreb im Jahr 1886 und absolvierte das Studium am Institut für Geschichte und Geografie in Zagreb, bevor er im Jahr 1897 seine Promotion in Geschichtswissenschaften in Graz erlangte. Als Autor schrieb er unter anderem über protestantische Literatur in Kroatien und skandinavische Literatur und verfasste Handbücher für viele Sportarten. Bučar war Teil der olympischen Bewegung in Kroatien und setzte sich seit 1896 für die olympische Unabhängigkeit Kroatiens im Sport ein. Er wirkte bei der Popularisierung vieler Sportarten sowie der Einführung von weiteren Sportarten in Kroatien mit, darunter Fußball, Tennis, Leichtathletik, Eiskunstlaufen, Ski Alpin, Eishockey und Fechten. Des Weiteren war er an der Gründung zahlreicher Sportvereine und -verbände beteiligt. Er erhielt nationale und internationale Auszeichnungen. 1914 wurde Bučar zum ersten Präsidenten des Kroatischen Sportverbands gewählt, den er 1909 gegründet hatte.
Bučar gründete 1919 das Jugoslawische Olympische Komitee und war bis 1927 dessen erster Präsident. Außerdem war er von 1920 bis zu seinem Tod im Jahre 1946 Mitglied des Internationalen Olympischen Komitees (IOC).

## Rezeption
Im Jahr 1991 wurde der nach ihm benannte Franjo-Bučar-Staatspreis für Sport (kroatisch Državna nagrada za šport "Franjo Bučar"), die höchste staatliche Auszeichnung für außergewöhnliche Leistungen um den kroatischen Sport, eingeführt.
In Zagreb wurde ein privates Sport- und Sprachengymnasium nach Bučar benannt.

## Werke (Auswahl)
- mit Viktor Rudolf: Gimnastika i igre u pučkoj školi (Gymnastik und Spiele in der Grundschule), Zagreb 1909
- Povijest hrvatske protestanske književnosti za reformacije (Geschichte der kroatischen protestantischen Literatur der Reformation), Zagreb 1910
- Vježbe u tlu (Übungen am Boden), Zagreb 1917
- Igre za društva i škole (Spiele für die Gesellschaft und Schule), Zagreb 1925
- Povijest Hrvatskog Sokola - Matice u Zagrebu: 1874-1885 (Die Geschichte der kroatischen Sokol - Nüsse in Zagreb: 1874-1885), Zagreb 1925
- Bibliografija hrvatske protestantske književnosti za reformacije (Bibliographie der kroatischen protestantischen Literatur der Reformation), von Franjo Bučar und Francis Fancev, Zagreb 1938
- Uzajamni književni rad Hrvata i Bugara (Gegenseitige literarische Arbeit von Kroaten und Bulgaren). Hrvatska revija, Nr. 10, 1942
- O hrvatskoj protestantskoj tiskari u Njemačkoj u XVI. stoljeću (Über kroatische protestantische Druckerei in Deutschland im 16. Jahrhundert), Zagreb 1943